# Mauro Garofalo
Mauro Garofalo (Rome, 19 septembre 1974) est un écrivain et journaliste italien.

## Biographie
Mauro Garofalo collabore avec divers médias comme  Nòva/ Il Sole 24 Ore ou la RAI.

## Œuvres
- In pArte Morgan, 2008
- Iolavorointivu, 2010
- ElettricaVitA, 2012